# Bulford
Bulford est une ville du district de Salisbury, dans le comté du Wiltshire en Angleterre. La ville est située sur le plateau calcaire de Salisbury Plain, célèbre pour son monument de pierres dressées, Stonehenge.
D'après le recensement de 2001, la ville a une population de 4 698 habitants.
À l'écart de la ville, on trouve une base militaire très connue pour son kiwi gravé sur le sol calcaire, le Kiwi de Bulford.